# 親衛隊行動總部
親衛隊行動總部（縮寫SS-FHA）是納粹德國後期親衛隊的作戰指揮總部，該部負責包括管理親衛隊容克學校、醫療服務、後勤以及薪資發放，也是武裝親衛隊的行政和作戰總部，負責該部隊的裝備以及組織親衛隊戰鬥單位的作戰序列。

## 成立
1940年8月，親衛隊全國領袖海因里希·希姆萊任由親衛隊本部和一般親衛隊的部份部門組成的「親衛隊行動總部」部長，負責武裝親衛隊作戰事務和行政控制，包括制定招募和處理人員需求，也負責監督「一般親衛隊指揮部」（Kommando Amt der Allgemeine SS）的工作。漢斯·屈特納則任參謀長，負責該部的營運。1943年希姆萊卸任，由屈特納接任部長至二戰結束。
武裝親衛隊的招募工作由親衛隊本部及其部長戈特洛布·貝格爾負責，使得這兩個親衛隊部門職權重疊和摩擦。親衛隊本部與負責組織、訓練和裝備武裝親衛隊的親衛隊行動總部之間關係不佳。屈特納最初在整合來自西歐和斯堪的納維亞的招募人員方面做得不夠，對新兵的訓練以及任命軍官和士官的重視不足。親衛隊行動總部希望武裝親衛隊成為一個精英小部隊，但貝格爾和希姆萊知道「元首」阿道夫·希特勒需要儘可能多的師，儘管如此一來武裝親衛隊的單位素質將下降。戰爭期間，為滿足武裝親衛隊的高傷亡率和擴充需求，親衛隊本部進行了徵募活動，將「一般親衛隊」成員及其他為親衛隊組織工作的成員編入武裝親衛隊以補充人力。

## 組織
A局（Amtsgruppe A）：組織、人事和軍需補給
- 部門I（Amt I）：一般親衛隊指揮辦公室（Kommando Amt der Allgemeinen-SS）
- 部門II（Amt II）：武裝親衛隊指揮辦公室（Kommando Amt der Waffen-SS）
- 部門III（Amt III）：中央總領辦公廳（Zentralkanzlei）
- 部門IV（Amt IV）：行政管理部（Verwaltungsamt）
- 部門V（Amt V）：人事部（Personalamt）
- 部門VI（Amt VI）：馬術和駕駛訓練事務處（Reit- und Fahrwesen）
- 部門VII（Amt VII）：後勤計劃處（Nachschubwesen）
- 部門VIII（Amt VIII）：武器辦公室（Waffenamt）
- 部門IX（Amt IX）：技術及機械處（Technische Ausrüstung und Maschinen）
- 部門X（Amt X）：機動車輛事務處（Kraftfahrzeugwesen）

B局（Amtsgruppe B） ：訓練/培訓（Ausbildung）
- 部門XI（Amt XI）：軍官培訓（Führer-Ausbildung）和親衛隊軍官學校（mit SS-Junkerschulen）
- 部門XII（Amt XII）：士官培訓（Unterführer-Ausbildung）和親衛隊士官學校（mit SS-Unterführerschulen）

C局（Amtsgruppe C）：監察（Inspektionen）
- 監察2處（Insp. 2）：步兵及山地部隊（Infanterie- und Gebirgstruppen）
- 監察3處（Insp. 3）：騎兵（Kavallerie）
- 監察4處（Insp. 4）：炮兵（Artillerie）
- 監察5處（Insp. 5）：工程兵 / 技術人員（Pioniere/Techniker）
- 監察6處（Insp. 6）：裝甲兵（Panzertruppen）
- 監察7處（Insp. 7）：通訊兵（Nachrichtentruppen）
- 監察8處（Insp. 8）：野戰維修部隊（Feldzeug- und Instandsetzungstruppen）
- 監察9處（Insp. 9）：後勤保障部隊（Versorgungstruppen）
- 監察10處（Insp. 10）：車輛調配部隊（Kraftfahrparktruppen）
- 監察11處（Insp. 11）：不詳
- 監察12處（Insp. 12）：技術培訓（Technische Lehrgänge）
- 監察13處（Insp. 13）：防空炮兵（Flakartillerie）

D局（Amtsgruppe D）：武裝親衛隊醫療部門（Sanitätswesen der Waffen-SS）
- 部門XIII（Amt XIII）：行政管理（Verwaltung）
- 部門XIV（Amt XIV）：口腔保健（Zahnwesen）
- 部門XV（Amt XV）：補給供應（Versorgung）
- 部門XVI（Amt XVI）：醫療診斷（Ärztliche Behandlung）

## 註解
1. ↑  譯名取自《二战数据 III 党卫队 1923-1945》[1]。

## 註腳
1. ↑  麦克纳布（2011年），第52页
2. ↑  Wegner（1990年），第293, 296页
3. ↑  McNab（2009年），第46页
4. ↑  Wegner（1990年），第296–298页
5. ↑  Weale（2010年），第118–119页
6. ↑  Wegner（1990年），第306页
7. 1 2 3 4  McNab（2009年），第52页